# Obora Fláje

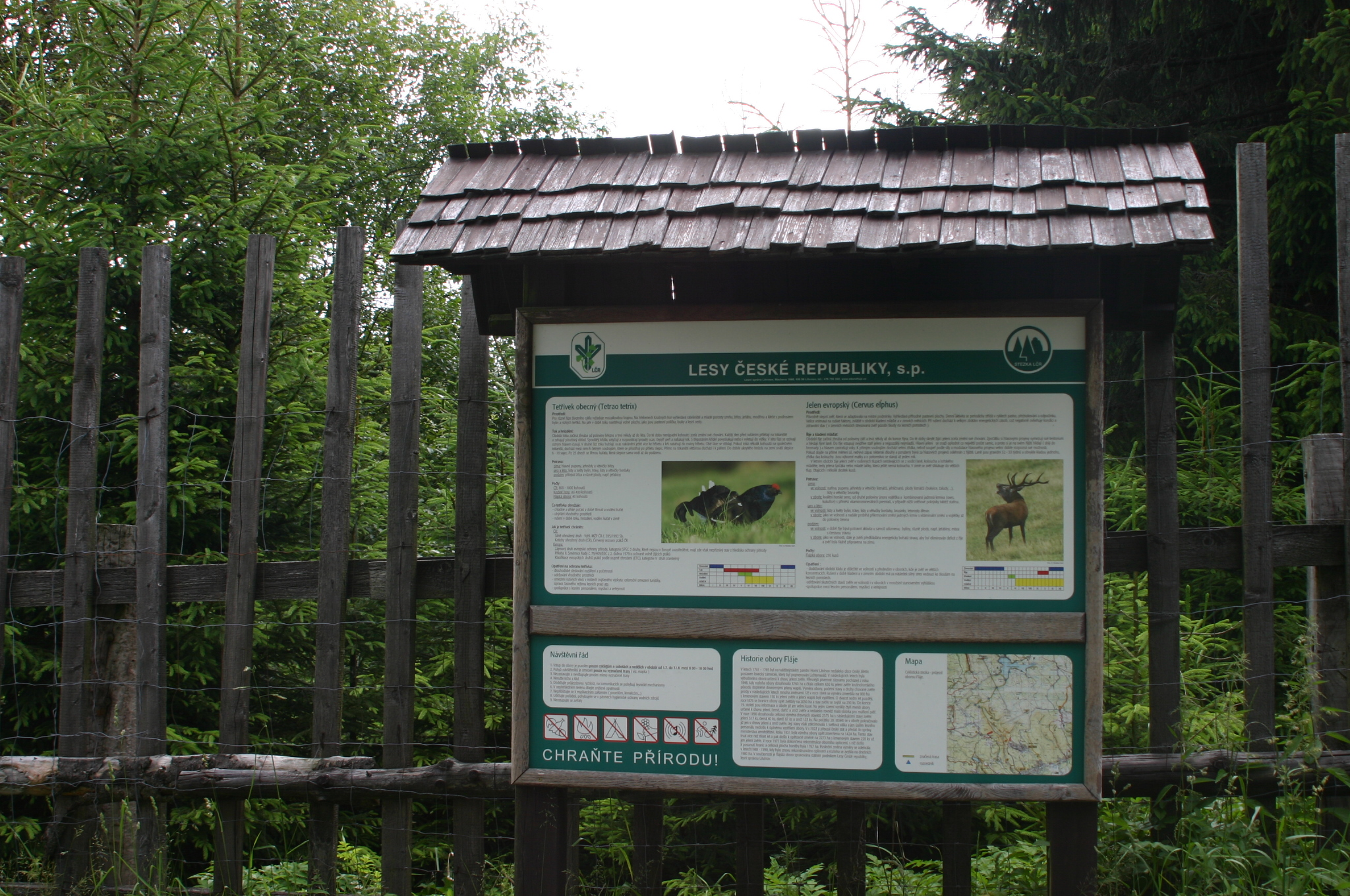
Návštěvní řád obory

Obora Fláje (též známá jako Flájská obora) je obora určená k chovu jelení zvěře v Krušných horách v průměrné nadmořské výšce 850 metrů v okrese Most v Ústeckém kraji. Rozkládá se jižně od Flájské přehrady, na západě je vymezena silnicí Fláje-Klíny, na jihu zasahuje do Šumného dolu a východní hranicí se dotýká území okresu Teplice. Obora byla založena Valdštejny již v 18. století. V současnosti oboru spravují Lesy České republiky. Má rozlohu 1930 ha.

## Historie
V letech 1761-1767 nechal hrabě Emanuel Filibert Valdštejn na svém panství Horní Litvínov-Duchcov vybudovat lovecký zámeček Lichtenwald. Jihovýchodně pod vrchem Bradáčov, na kterém zámeček stojí, pak byla v následujících letech založena obora pro chov jelení zvěře.
Konkrétní údaje o oboře pocházejí až z roku 1848, kdy obora měla rozlohu 3760 ha a bylo zde 650 ks jelení zvěře včetně dovezených jelenů wapiti. V následujícím roce se výměra zmenšila na 900 ha a počet jelení zvěře klesl na 150 kusů, přičemž jeleni wapiti byli vystříleni. V roce 1876 se obora zvětšila na 2050 ha a stav zvěře na 250 ks. Poté na jejím území vznikly menší obory určené k chovu jelení, černé, daňčí, srnčí a mufloní zvěře. V roce 1890 byla celková výměra 2575 ha. Na počátku 20. století se v oboře chovala jen jelení a srnčí zvěř. Během první světové války došlo k velkému úbytku zvěře. V roce 1923 byla obora Valdštejnům zkonfiskována během pozemkové reformy a majitelem obory se stal český stát, který ji předal do správy Ministerstva zemědělství. V roce 1931 se rozloha obory zmenšila na 1424 ha. Po druhé světové válce se rozloha zvýšila na 2273 ha a obora sloužila jen pro jelení zvěř. V roce 1977 se zmenšily hranice obory na 1767 ha. Při poslední rekonstrukci oplocení v letech 1988-1990 se výměra zvýšila na současných 1930 ha s kmenovým stavem 300 ks jelení zvěře.
V současnosti Flájskou oboru spravují Lesy České republiky, konkrétně Lesní správa Litvínov. 
Od 1. 6. 2022 je na dalších 10. let obora pronajmuta společnosti Zámek Koloděje a. s., a to i na základě stále platného Rozhodnutí o uznání vlastní honitby s názvem Obora Fláje z roku 2003 vydáné Městským úřadem v Litvínově. Při výkonu svých práv a povinností (má nájemce) umožnit veřejnosti vstup do honitby. V minulém nájemním období byl přístup veřejnosti omezen na dny otevřených dveří, ačkoli z důvodu výskytu části místní populace tetřívka obecného je vhodné, aby nájemce obory zažádal místně příslušnou státní správu myslivosti o omezení vstupu veřejnosti do obory.
V posledním období  místní obce a města vyvíjejí tlak na zpřístupnění obory ve větší míře.

## Popis obory
Obora se rozkládá převážně na katastrálním území Fláje, částečně i Meziboří a Loučná. Nachází se na plošině, která v jihozápadní a západní části prudce klesá do Šumného dolu. Obora je obehnána vysokým plotem a veřejnosti je nepřístupná. Od roku 2013 není přístupná ani v období letních měsíců, jak bylo dříve zvykem. Hlavní brána do obory se nachází v její severozápadní části vpravo od silnice ve směru Klíny-Fláje. Leží na 5 km dlouhé tzv. Zámecké aleji, která spojuje Lichtenwald s loveckou chatou Jiřího návrší (864 m) uprostřed obory.
Nejvyšším bodem obory je Loučná s vrcholem 956 metrů nad mořem a nejnižším oborní plot v Šumném dole (580 m). Na území obory se nacházejí další vrcholy jako Široký kopec (807 m), V Oboře (888 m), Černý vrch (888 m) a Studenec (878 m).
V oboře je síť studen, ze kterých se do vodovodní sítě čerpá voda vysoké kvality. Po ploše obory je rovnoměrně rozmístěno deset krmných míst, která slouží pro přikrmování zvěře v zimním období.
Na území obory žijí chránění živočichové jako tetřívek obecný, čáp černý, výr velký, sýc rousný. Byl zde pozorován i orel královský a orel mořský, orlovec říční nebo moták pilich. Území obory je zahrnuto do systému Natura 2000 v rámci ptačí oblasti Východní Krušné hory.